# انرژی انباشتگی گسل
انرژی انباشتگی گسل (SFE) یک ویژگی مواد در مقیاس بسیار کوچک است. که به عنوان γ SFE در واحد انرژی در هر واحد ذکر شده است.
گسل انباشتگی یک فاصله در توالی انباشته شدن عادی صفحات اتمی در یک ساختار بلوری  است. این فاصله ها حامل انرژی انباشتگی گسل خاصی هستند.
عرض گسل انباشتگی نتیجه تعادل بین نیروی دافعه بین دو نابجایی جزئی از یک سو و از سوی دیگر نیروی جاذبه ناشی از کشش سطحی گسل انباشتگی است. به همین جهت عرض تعادل تا حدی توسط انرژی انباشتگی-گسل تعیین می شود.
هنگامی که SFE بالا باشد، تفکیک یک نابجایی کامل به دو قسمت از نظر انرژی نامطلوب است، ماده می‌تواند به وسیله لغزش نابجایی یا لغزش عرضی تغییر شکل دهد. مواد با SFE پایین تر، خطاهای انباشتگی گسترده تری را نشان می دهند و معمولا مشکلات بیشتری برای لغزش عرضی دارند.
SFE توانایی نابجایی در یک کریستال را برای سر خوردن روی صفحه لغزش متقاطع اصلاح می کند. هنگامی که SFE کم است، تحرک نابجایی ها در یک ماده کاهش می یابد.
| مواد            | برنج | فولاد ضد زنگ | Ag ( نقره ) | طلا | Si ( سیلیکون ) | نیکل ( نیکل ) | مس ( مس ) | Mg ( منیزیم ) | آل ( آلومینیوم ) |
| --------------- | ---- | ------------ | ----------- | --- | -------------- | ------------- | --------- | ------------- | ---------------- |
| SFE ( mJ m- 2 ) | <10  | <10          | 25          | 75  | > 42           | 90            | 70 -78    | 125           | 160-250          |

## توقف انرژی هدر رفته و انباشته شدن این انرژی
خطای دسته‌ای یک بی‌نظمی در توالی دسته‌ای مسطح اتم‌ها در یک کریستال در فلزهای FCC توالی دسته‌ای نرمال ABCABC و غیره است،اما اگر خطای دسته‌ای معرفی شود، ممکن است یک بی‌نظمی مانند ABCBCABC را به توالی دسته‌ای نرمال معرفی کند. این بی‌نظمی‌ها انرژی خاصی را حمل می‌کنند که انرژی خطای دسته‌ای نامیده می‌شود.

## تأثیرات روی انرژی هدر رفته انباشته

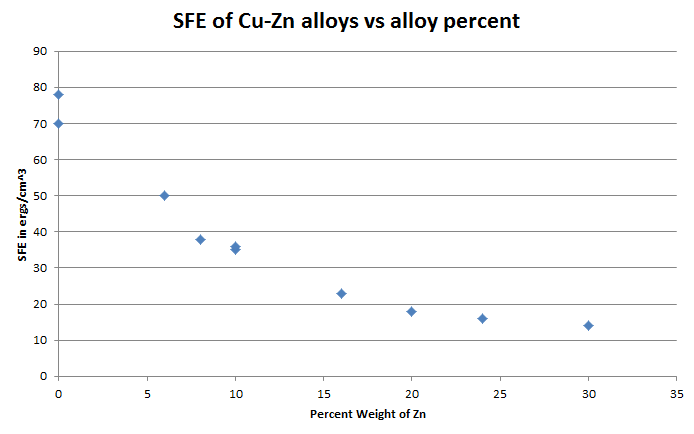
نموداری از چگونگی کاهش سریع SFE با محتوای آلیاژ روی. داده های گرفته شده از.

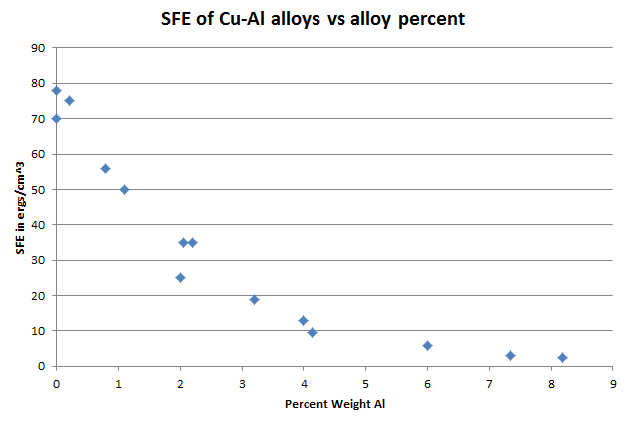
نموداری از چگونگی کاهش سریع SFE با محتوای آلیاژ آلومینیوم. داده های گرفته شده از.

انرژی شکست به شدت تحت‌تاثیر چند عامل اصلی است، مانند: فلزات پایه، فلزات آلیاژی، درصد فلزات آلیاژی و نسبت ظرفیت - الکترون به اتم.

### اثرات عناصر آلیاژی بر SFE
از مدت‌ها پیش ثابت شده‌است که افزودن عناصر آلیاژی به‌طور قابل‌توجهی SFE اکثر فلزات را کاهش می‌دهد. این که کدام ماده و چه مقدار اضافه می‌شود به‌طور چشمگیری بر SFE ماده تاثیر می‌گذارد. شکل های سمت راست نشان می دهد که چگونه SFE مس با افزودن دو عنصر آلیاژی مختلف کاهش می یابد. در هر دو حالت با افزودن روی و آلومینیوم SFE برنج  کاهش می یابد.

### نسبت e/a
عامل دیگری که تاثیر قابل‌توجهی بر SFE ماده دارد و با محتوای آلیاژ بسیار مرتبط است نسبت e / a یا نسبت الکترون‌های ظرفیت به اتم‌ها است. تورنتون  این را در سال 1962 با ترسیم نسبت e/a در برابر SFE برای چند آلیاژ مس نشان داد. او دریافت که نسبت ظرفیت - الکترون به اتم، پیش‌بینی‌کننده خوبی برای انرژی خطای دسته‌ای است، حتی زمانی که عنصر آلیاژی تغییر می‌کند.
این به‌طور مستقیم از نمودارهای سمت راست پشتیبانی می کند. روی یک عنصر سنگین‌تر است و تنها دو الکترون ظرفیت دارد، در حالی که آلومینیوم سبک‌تر است و سه الکترون ظرفیت دارد.
بنابراین هر درصد وزنی آلومینیوم تاثیر بیشتری بر SFE آلیاژ پایه مس نسبت به روی دارد.

## اثرات انباشته شدن انرژی گسل بر تغییر شکل و بافت
دو روش اصلی تغییر شکل در فلزات لغزش و پیچش است. لغزش با لغزش نابجایی دررفتگی‌های پیچ یا لبه در یک صفحه لغزش رخ می‌دهد.
لغزش تا حد زیادی رایج ترین مکانیسم است.دوقلویی کم‌تر رایج است اما به راحتی در برخی شرایط رخ می‌دهد.
پیچش زمانی رخ می‌دهد که سیستم‌های لغزش کافی برای تطبیق تغییرشکل و / یا زمانی که ماده دارای SFE بسیار پایین است، وجود نداشته باشد.دوقلوها در بسیاری از فلزات SFE پایین مانند آلیاژهای مس فراوان هستند اما به ندرت در فلزات SFE بالا مانند آلومینیوم دیده می‌شوند.
به منظور تطبیق کرنش‌های بزرگ بدون شکست، باید حداقل پنج سیستم لغزش مستقل و فعال وجود داشته باشد. هنگامی که لغزش متقابل به‌طور مکرر رخ می‌دهد و معیارهای دیگری نیز در نظر گرفته می‌شوند، گاهی اوقات تنها سه سیستم لغزش مستقل برای انطباق تغییرشکل های بزرگ مورد نیاز است.
به دلیل مکانیزم‌های تغییر شکل متفاوت در مواد SFE بالا و پایین، آن‌ها بافت‌های مختلفی را توسعه می‌دهند.

### مواد با SFE بالا
مواد SFE بالا با لغزش دررفتگی‌های کامل از بین می‌رونداز آنجا که هیچ خطای دسته‌ای وجود ندارد، نابجایی در پیچ ممکن است دچار لغزش متقاطع شود.اسمالمن دریافت که لغزش عرضی تحت تنش کم برای مواد SFE بالا مانند آلومینیوم (۱۹۶۴)اتفاق می‌افتد.این امر شکل‌پذیری اضافی فلزی را ایجاد می‌کند زیرا با لغزش عرضی تنها به سه سیستم لغزش فعال دیگر برای تحمل کرنش‌های بزرگ نیاز دارد. این موضوع حتی زمانی که کریستال به‌طور ایده‌آل جهت گیری نشده باشد نیز صدق می‌کند.
بنابراین مواد SFE بالا نیازی به تغییر جهت به منظور تطبیق تغییر شکل‌های بزرگ به دلیل لغزش عرضی ندارند. با حرکت دانه‌ها در طول تغییر شکل، برخی تغییر جهت و توسعه بافت رخ خواهد داد.
لغزش عرضی گسترده ناشی از تغییر شکل بزرگ نیز باعث چرخش دانه می‌شود.. با این حال، این جهت گیری مجدد دانه‌ها در مواد SFE بالا بسیار کم‌تر از مواد SFE پایین است.

### مواد با SFE کم
مواد با SFE کم جفت شده و نابجایی های جزئی ایجاد می‌کنند. برش‌هایی که وجود دارند، حتی تحت تنش‌های بالا، نمی‌توانند از میان گسل‌های دسته‌ای عبور کنند. پنج یا بیشتر از پنج سیستم لغزشی باید برای تغییر شکل‌های بزرگ فعال باشند تا به دلیل عدم وجود لغزش عرضی رخ دهند. برای هر دو جهت <111> و <100> به ترتیب شش و هشت سیستم لغزش مختلف وجود دارد. اگر بارگذاری در نزدیکی یکی از آن جهت ها اعمال نشود، ممکن است پنج سیستم لغزش فعال باشد. در این مورد، مکانیسم‌های دیگری نیز باید وجود داشته باشد تا سویه‌های بزرگ را در خود جای دهد.
مواد با SFE پایین نیز در هنگام اعمال فشار جفت می‌شوند. اگر نابه‌جایی دوقلویی با نابه‌جایی برشی منظم ترکیب شود، دانه‌ها در نهایت به سمت جهت گیری ترجیحی پیش می‌روند. هنگامی که بسیاری از دانه‌های مختلف، بافت بسیار ناهمسانگرد را هم تراز می‌کنند، ایجاد می‌شود.